# Eloy Martín Tizon
Eloy Martín (San Salvador de Jujuy, Argentina; 9 de octubre de 1948) fue un futbolista argentino, que realizó la mayor parte de su carrera en clubes del Perú.

## Trayectoria
Debutó en el San Lorenzo de Almagro. Su posición en el campo de juego era la de Arquero. Jugó en diversos clubes peruanos, entre ellos, FBC Melgar (siendo el único del equipo en ser titular indiscutido), Club Carlos A. Mannucci, Club Centro Deportivo Municipal, Club Social Deportivo Junín (equipo donde llegó a ser entrenador en 1973), Unión Tumán y Sport Boys Association, aparte de tener un paso corto defendiendo la camiseta de las “Águilas” de México. Finalmente se retiró del futbol en el Club Atlético Chalaco del Callao.

## Clubes
| Club                                 | País      | Año       |
| ------------------------------------ | --------- | --------- |
| Club Atlético San Lorenzo de Almagro | Argentina | 1967      |
| Foot Ball Club Melgar                | Perú      | 1968-1970 |
| Club América                         | México    | 1970-1971 |
| Club Carlos A. Mannucci              | Perú      | 1971-1972 |
| Club Centro Deportivo Municipal      | Perú      | 1973      |
| Club Social Deportivo Junín          | Perú      | 1974      |
| Unión Tumán                          | Perú      | 1975      |
| Club Social Deportivo Junín          | Perú      | 1976-1977 |
| Sport Boys Association               | Perú      | 1978      |
| Club Atlético Chalaco                | Perú      | 1980      |